# Método Silva
El método Silva es un método de autoayuda y desarrollo mental ideado por el parapsicólogo estadounidense José Silva que afirma mejorar el coeficiente intelectual y desarrollar habilidades mentales como la capacidad de la clarividencia o la sanación. Silva confeccionó un método heterogéneo que mezclaba desde técnicas de memorización, basadas en libros de Harry Lorayne, hasta ejercicios de visualización creativa, inspirados en autores como el ocultista francés Ophiel o el estadounidense William Walker Atkinson (Yogui Ramacharaka).
Los cursos del método Silva de control mental consisten en ejercicios sencillos que, según su creador, sirven para conseguir entrar en un estado de relajación profunda, y desde ese nivel mental (ondas alfa) autoprogramarse para conseguir mejoramiento personal. Sus críticos consideran que sus fundamentos neurocientíficos están completamente errados. El Método Silva contiene aspectos que han hecho que se lo considere un movimiento religioso y se lo estudie como tal.
Se trata de un curso que pretende: 
- Controlar el estrés negativo y mejorar el descanso.
- Mejorar el rendimiento intelectual, la capacidad de estudio y concentración.
- Mejorar la actitud positiva y la eficacia en el trabajo.
- Aumentar la imaginación y la creatividad para resolver problemas.
- Mejorar la salud, la autoestima, la confianza en uno mismo y la fuerza de voluntad para controlar hábitos.

## Filosofía del Método Silva
El Método  Silva parte de dos premisas básicas. La primera es que se puede enseñar a las personas a ser genios. La segunda es la cuestión de qué es un genio. Según Silva, los genios son las personas que piensan con los dos hemisferios cerebrales, potenciando el uso del derecho, mientras que el 90 % de la humanidad lo hace con el izquierdo. Consideró también que cuando el cerebro emite ondas  alfa, ambos lados del cerebro están pensando, así según el empleo del nivel alfa podría mejorar el cociente intelectual y desarrollar un potencial interno oculto que incluiría habilidades de clarividencia y otros procesos psíquicos, como la autocuración o la telepatía. De esta forma, dijo, se podría mejorar el desempeño personal en vida en muchos aspectos. Sin embargo, no hay evidencias de que en el estado alfa se disponga de tales capacidades. Más bien, el estado alfa indica ausencia de concentración y falta de procesamiento de estímulos visuales. El corazón de las ideas de Silva es la teoría de que se puede enseñar a las personas a unir los campos objetivos y subjetivos del pensamiento, de forma que se pueden transferir habilidades especiales a los alumnos.

### Aprendizaje de la regulación cerebral
Según esta filosofía, al adquirir un mayor autocontrol del funcionamiento del cerebro, se asume una posición de dominio interno. Esta nueva posición brindaría la oportunidad de modelar la vida desde el momento de iniciar las acciones. Por ejemplo, según esta teoría, pensar normalmente corresponde a un nivel; mientras que la relajación y el sueño, corresponden a otros niveles más profundos. Silva propuso aprender a utilizar el nivel mental que sea más apropiado para cada propósito de acuerdo con su esquema.
El método Silva hace especial énfasis en el estado mental Alfa, porque considera que este nivel es el que permite desenterrar los recursos de la vida interior.

### Control a través de la relajación
El objetivo primario del Método Silva consiste en el aprendizaje de la técnica de relajación y del control de las frecuencias Alfa. El experimentar con el nivel Alfa a través de los ejercicios de relajación es la primera fase del curso básico. Los ejercicios de relajación permiten adquirir la experiencia necesaria para entrar en el estado Alfa tras un corto período de tiempo, de modo que sirva de referencia interna en los siguientes ejercicios mentales..

### Control en áreas específicas
El punto básico de la filosofía de este método, es que todos los problemas encuentran sus respuestas dentro de las personas. La existencia de un problema significaría enfrentarse a una situación que se percibe como demasiado difícil de resolver. Llegar a una solución se lograría entonces realizando un cambio en la persona o encontrando la manera de cambiar las condiciones exteriores que constituyen la situación problemática. 
El sistema propone que se puede realizar este proceso, efectivamente, mediante el uso de niveles interiores, como el nivel Alfa, que aportaría las condiciones mentales y emocionales favorables para hallar soluciones a los problemas, al poder modificar actitudes, ideas acerca de uno mismo, hábitos de pensamiento, y las reacciones emocionales que puedan ser un obstáculo, o la fuente misma de los problemas.

### Programación interior
En el método Silva se hace énfasis en disponer de un entorno «positivo». Una de las consecuencias es la propuesta de sustituir la palabra «problema» por «proyecto». La intención de la programación es desarrollar hábitos y patrones de conducta positivos.

### Automejoramiento personal
La fase llamada automejoramiento personal se enfoca específicamente en la formación de nuevos hábitos que sustituyan a ciertos patrones habituales que resulten indeseables o negativos.
El proceso de reestructuración busca deshacerse de hábitos no deseados. Para la resolución de estos problemas se introducen aprendizajes específicos basados en la aplicación de nuevos programas presentados al cerebro mientras funciona en ritmo Alfa. La premisa sobre la que descansa esta programación, basada en la visualización creativa, es que el cerebro no distinguiría una experiencia real de una interna o completamente creada por la imaginación.
El método hace énfasis en que el practicante debe de confiar en los ejercicios para que den resultados positivos.

## Críticas
Este procedimiento está totalmente carente de estudios, pruebas o profesionales capacitados o que deseen fundamentar científicamente o probar estos "métodos". Como consecuencia esta ampliamente difundido su nombre para realizar estafas y manipulaciones a personas que pasan por momentos mentalmente frágiles en sus vidas antes que lleguen a un profesional real como un psicólogo o psiquiatra certificado.
De acuerdo con James Randi, buena parte del contenido del curso consiste en realizar diagnósticos sobre personas ausentes, práctica de la que no se han realizado pruebas para comprobar su validez, pues los profesores del sistema intentan no someterse a tests de validez. Según Robert Todd Carroll, Silva tomó sus ideas de los trabajos de Roger Wolcott Sperry, que modificó a su conveniencia. Sperry propuso un modelo de cerebro en el cual a grandes rasgos, el hemisferio cerebral derecho está especializado en lo emocional y artístico y el izquierdo en las tareas verbales y analíticas. Este trabajo, por el que Sperry obtuvo un premio Nobel, partía de la experimentación en personas a las que se les había seccionado el cuerpo calloso, la conexión entre ambos hemisferios. Por ejemplo, si a los pacientes se les presentaba un plato, el hemisferio izquierdo lo asociaba con el dibujo de un tenedor, mientras que el derecho lo hacía con un sombrero. A partir de estas observaciones se consideró que el lado izquierdo cumplía la función de pensamiento lógico, funcional y categorizador y el derecho la imaginativa y de percepción espacial. A partir del modelo de Sperry, Silva postuló que los que pensaban con el hemisferio izquierdo son el 90% de la humanidad y padecían más problemas—de salud, accidentes, errores, falta de éxito—que los que lo hacen con el derecho, que serían genios. Según él, el 10% que piensa con el lado derecho lo hace en el nivel alfa y los que lo hacen con el izquierdo, en el nivel beta. pero Sperry hizo sus trabajos después de que Silva publicara sus primeros libros.
Carroll, en The Skeptic's Dictionary, considera que Silva está completamente errado en sus ideas sobre el funcionamiento cerebral. Ha habido mucho trabajo en neurología desde el modelo cerebral de Sperry de los años 70, y en la actualidad los neurólogos consideran una simplificación excesiva o un sinsentido afirmaciones del tipo «si eres analítico es porque piensas con el hemisferio cerebral izquierdo». A partir de la invención del escáner cerebral, se comprobó sin embargo que en cerebros con el cuerpo calloso intacto, hay actividad en ambos hemisferios en cada tarea, sea lógica, verbal o creativa, aunque con diferencias en cómo se procesa en cada uno. Gereon Fink y John Marshall proponen por ejemplo un modelo cerebral en el que ambos hemisferios difieren en la forma de procesar: el izquierdo se centraría en el detalle y el derecho en lo general.
Por otra parte, aunque las ondas beta se producen durante la concentración y la actividad mental intensa y están relacionadas con el estrés, y las ondas alfa cuando no hay concentración ni procesamiento de estímulos visuales, esté el sujeto relajado o no, no hay evidencias de que el cerebro sea más creativo, más perceptivo, capaz de sanar o de mejorar su sistema inmunitario mientras produce ondas alfa.

## Aspecto religioso
Silva declaró que pensar con el lado derecho del cerebro hacía accesible conscientemente el subconsciente, y que conecta a las personas con toda la información del planeta, así como con una inteligencia superior. Esto ha llevado a algunos críticos a considerar al método Silva un movimiento religioso, y figura en la lista de movimientos religiosos the Religious Movements Page, dirigida por el profesor de religión y sociología de la Universidad de Misuri-Kansas City. Por su parte, Silva International Inc. ha declarado que no son un movimiento religioso.
El Método Silva es un movimiento new age. Silva se presentó como un líder que llevaría al hombre a una nueva etapa de desarrollo, en la que el hombre conviviría pacíficamente con su entorno y encontraría a su dios interior. Declaró que su método estaba orientado a Dios y que buscaba lograr la conciencia de Cristo. En la década de 1960 se produjo en Estados Unidos una crisis cultural que trajo altos niveles de desencanto. Las creencias new age combatieron este desencanto presentando nuevas vías para conducir la vida, incorporando elementos de la mística oriental y la noción de que hay que abrirse a nuevas posibilidades personales que permitan desarrollar el potencial propio oculto.
Dentro del new age, hay creencias como el que no practican ritos religiosos ni se identifican a sí mismos como religiosos, pero que sin embargo tienen rasgos que pertenecen al plano espiritual. El Método Silva, como otros movimientos new age, se sitúa, de acuerdo con the Religous Movements Page, en la frontera entre lo sagrado y lo laico, lo que permite enfatizar un aspecto u otro dependiendo la ocasión, lo que se denomina casi-religión.
Ciertos aspectos del Método Silva descansan en la credibilidad que le otorgue el sujeto al mismo: Deseo, Expectación y Creencia constituyen tres fundamentos básicos, según transmiten los instructores del Método a sus alumnos, entendiendo el tercero como creencia en la efectividad del Método, lo cual no está relacionado en sí mismo con ningún aspecto religioso en concreto. Si bien José Silva era un hombre religioso, según trató de impregnar el Método, la instrucción que se imparte en la actualidad está exenta de estos aspectos, centrándose en que el alumno compruebe por sí mismo los resultados de los ejercicios. Aunque la propia efectividad del Método Silva no se ha probado con métodos cuantitativos fiables, existen varias tesis doctorales que avalan sus efectos positivos.